# Zemský okres Jerichowsko
Zemský okres Jerichowsko (německy Landkreis Jerichower Land) je zemský okres v německé spolkové zemi Sasko-Anhaltsko. Sídlem správy zemského okresu je město Burg. Má přibližně 90 tisíc obyvatel. 

## Města a obce
| Města: 1. Burg 2. Genthin 3. Gommern 4. Jerichow 5. Möckern | Obce: 1. Biederitz 2. Elbe-Parey 3. Möser |